# ブリュッセル自由大学 (オランダ語)
ブリュッセル自由大学（ブリュッセルじゆうだいがく、オランダ語: Vrije Universiteit Brussel、略称 VUB）は、ベルギー・ブリュッセルにある私立の研究大学である。
ブリュッセル自由大学は、1834年にベルギーの弁護士、Pierre-ThéodoreVerhaegenによって設立され、1970年にフランス語を使用するUniversité Libre de Bruxelles(ULB)とオランダ語を使用するVrije Universiteit Brussel(VUB)に分裂した。どちらも「ブリュッセル自由大学」(Free University of Brussels)を意味する名前であり、英語に翻訳するとどちらを指しているのかわからなくなるため、大学の方針として英語名称は用いない。
人文科学・科学技術キャンパス（イクセル）、健康キャンパス（ジェット）、技術キャンパス（アンデルレヒト）、フォトニクスキャンパス（ゴーイク）の4つのキャンパスがある。8つの学部が編成されており、自然科学、古典学、生命科学、社会科学、人文科学、工学など、幅広い分野をカバーしている。大学には、約8,000人の学部生と1,000人の大学院生が在籍している。また、非常に研究志向の大学でもあり、世界の大学の中では189位にランクされている。研究論文はベルギー国内の大学の中で最もよく引用されている。